# Lenguas soko
Las lenguas soko o soko-kele son una división de las lenguas bantúes, codificadas dentro de la zona C.50-60 en la clasificación de Guthrie. De acuerdo con Nurse y Philippson (2003), dejando a un lado el mongo (nkundo), las lenguas constituirían un grupo filogenético válido.
Las lenguas del grupo son:
(C50) Mbesa, Soko (So), Poke, Lombo, Kele (Lokele), Foma; (C60) Lalia, Ngando
Maho (2009) añade el likile y el linga a la zona C.50. Ethnologue señala que existe una lengua bantú no clasificada, el idioma moingi, que podría pertenecer a este grupo.

## Comparación léxica
Los numerales en diferentes lenguas soko-kele son:
| GLOSA | So                 | Lokele     | Forma      | PROTO- SOKO-KELE |
| ----- | ------------------ | ---------- | ---------- | ---------------- |
| '1'   | -omwi              | -o-mwito   | -mo        | *-mwi            |
| '2'   | -hele              | -mbale     | -a-pi      | *-βale           |
| '3'   | -saso              | -sato      | -satu      | *-satu           |
| '4'   | me-keleka          | -nei       | -ne        | *-nei            |
| '5'   | homo               | boomvi     | -tano      | *-tano           |
| '6'   | m-balomoi          | li-ambi    | li-ambi    | *                |
| '7'   | m-baito hele       | bo-sambale | bo-samberi | *sam-βale        |
| '8'   | o-limbo- ŋga-hwele | bo-nanei   | o-nanei    | *-nanei          |
| '9'   | o-limbo- ŋga-o-moi | li-bwa     | li-bwa     | *li-bwa          |
| '10'  | labo               | liou       | di-uːmuː   | *                |